# Manometría esofágica de alta resolución
La manometría esofágica de alta resolución (HREM, por sus siglas en inglés) es un método diagnóstico, que adiciona los patrones de presión topográfica de la presión esofágica intraluminal. Se ha interpretado desde el principio mediante la decodificación visual de gráficos de color. Esta técnica es estándar para evaluar la motilidad esofágica. Utiliza sensores de presión espaciados para crear una representación dinámica del cambio de presión a lo largo de todo el esófago.

## Historia
En 1970 Wyle Jerry Dodd y Ron Arndorfer desarrollaron el primer sistema de manometría.

Para el año de 1990, Ray Clouse y otros colaboradores crearon la manometría de alta resolución (MAR). Esto se logró reduciendo el espacio entre los receptores de la sonda, a 1 centímetro (cm) entre cada barorreceptor. Además se aumentó la longitud de la sonda, haciendo posible la evaluación motora del esfínter esofágico inferior (EEI) y el esfínter esofágico superior (EES).

En 2009 se realiza una clasificación de Chicago, lo que busca es ser una herramienta para el operador a la hora de clasificar los trastornos del esófago.

En el 2014 se realiza una actualización de la Clasificación de Chicago, disminuyendo los diagnósticos de trastornos menores de la motilidad.

## Características

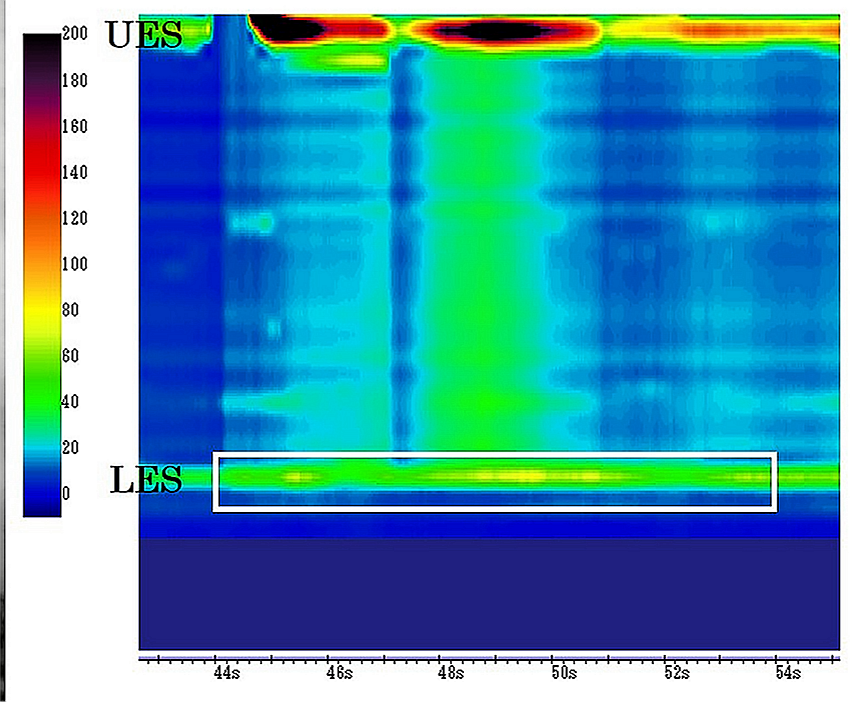
Manometría HREM de Acalasia. UES= esfínter esofágico superior, LES= esfínter esofágico inferior.

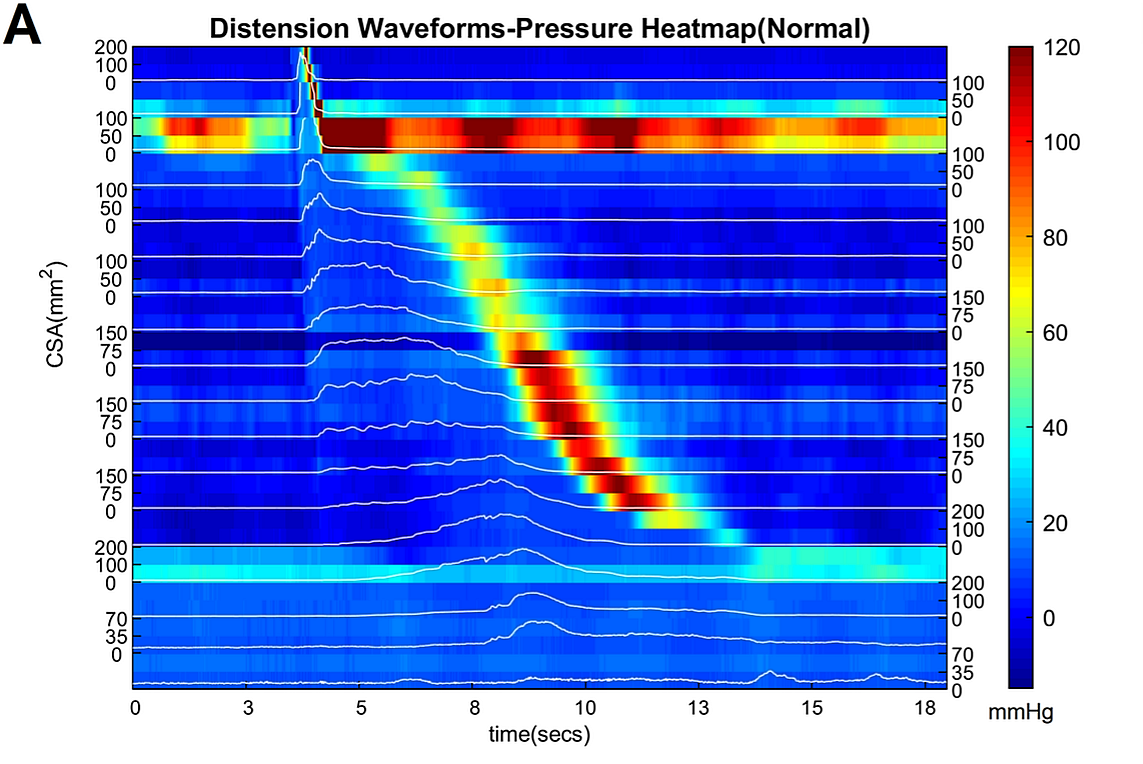
Deglución normal.

La manometría esofágica de alta resolución (HREM en inglés) es la técnica estándar de oro para evaluar la  motilidad esofágica. 

Utiliza sensores de presión espaciados estrechamente, para crear una representación dinámica del cambio de presión a lo largo de todo el esófago.

Presenta algunas ventajas y detalles en la valoración de aspectos como los esfínteres esofágicos superior (UES en inglés) e inferior (LES en inglés) y el transporte del bolo. 

### Indicaciones de la manometría esofágica de alta resolución
- Estudio de disfagia sin etiología diagnosticada por estudios de imágenes o endoscopía
- Trastornos de la motilidad esofágica en enfermedades del tejido conectivo (ejemplo: esclerosis sistémica)
- Dolor torácico de origen no cardiaco
- Sospecha de acalasia
- Previo a una cirugía para tratar el reflujo gastroesofágico (RGE), como por ejemplo una funduplicatura.[3]

### Puntos clave a la hora de realizar el procedimiento
1. Preparación del paciente. Preparar al paciente con un ayuno de 6 a 12 horas, para prevenir un episodio de broncoaspiración a la hora de ejecutar el estudio.
2. Informar al paciente. Explicarle al paciente sobre el procedimiento, además se sugiere firma de un consentimiento informado, ya que es un procedimiento invasivo.
3. Preparación del equipo. Se debe esterilizar el equipo acorde a los estándares internacionales para prevenir la transmisión de microorganismos. Además se debe calibrar la sonda, que depende del equipo que se esté utilizando.

### Medicamentos
Que pueden alterar la manometría esofágica de alta resolución.
- Bloqueadores de canales de calcio
- Nitratos
- Procinéticos
- Loperamida
- Antagonistas de receptores beta
- Opiáceos
- Anticolinérgico
- AINES
- Antibióticos (doxiciclina, tetraciclina y clindamicina)
- Sulfato ferroso
- Inhibidores de fosfodiesterasa
- Benzodiacepinas

### Realización del estudio
El posicionamiento de la sonda debe de ser vía transnasal. La utilización de anestesia local es opcional. Se debe acomodar el equipo hasta identificar el esfínter esofágico inferior y superior en la gráfica del equipo. Ya posicionado el equipo, se realizan mediciones basales de ambos esfínteres, lo cual se le indica al paciente que no realice degluciones en un lapso de 30 segundos. Una vez hechas las mediciones se continua con el estudio. Se le indica al paciente que realice 10 degluciones de 5 mL de agua. En algunas ocasiones pueden ser 11. Una vez realizado el procedimiento se guardan los resultados para ser analizados posteriormente.

### Complicaciones
Es una prueba segura, pero durante el procedimiento pueden haber experiencias como:
- Arcadas a la hora de pasar la sonda por la garganta
- Ojos llorosos
- Incomodidad nasal
- Incomodidad en la garganta

Pueden haber efectos secundarios leves como:
- Dolor de garganta
- Congestión nasal
- Sangrado nasal leve